# 1738 au Canada
Pour un article plus général, voir Chronologie du Canada.
Cet article traite des événements qui se sont produits durant l'année 1738 au Canada.

## Événements

### Nouvelle-France
- 1er avril : concession de la seigneurie de Saint-Gilles à Gilles Rageot de Beaurivage[1].
- Juin : Louis Denys de la Ronde se rend au Lac Supérieur pour vérifier la faisabilité d'y exploiter une mine de cuivre. Conclusion: le projet ne serait pas rentable[2].
- 15 septembre : Esther Brandeau, une femme juive habillée en homme récemment arrivée au Canada, est découverte et arrêtée. Elle va refuser la conversion au catholicisme et est renvoyée en France l'année suivante sur le Comte de Matignon[3] Cette femme est la première juive en Nouvelle-France[4].
- 3-15 octobre : construction de Fort La Reine par La Vérendrye, dans le Manitoba actuel ; au même moment, un de ses hommes, Louis Damours de Louvières, construit le fort La Fourche ou fort Rouge au confluent de la rivière Rouge et de la rivière Assiniboine[5].

### Possessions anglaises
- Juin : établissement d'une loge de franc-maçon à Annapolis Royal en Nouvelle-Écosse[6].
- 30 septembre : arrivée de Jean-Louis Le Loutre à Shubénacadie en Acadie, comme missionnaire chez les Micmacs[7].

## Naissances
- 23 mars : Georges-Hippolyte Le Comte Dupré, homme politique († 26 novembre 1797).
- 2 avril : Joseph-Dominique-Emmanuel Le Moyne de Longueuil, seigneur († 19 janvier 1807).
- 16 avril : Gamaliel Smethurst, marchand, homme politique et écrivain († 1826).
- 10 août : Michel-Amable Berthelot Dartigny, homme politique († 10 mai 1815)
- 18 novembre : Pierre Legras Pierreville, homme politique († 22 juillet 1810).

## Décès
- 6 juin : Louis-Simon le Poupet de la Boularderie, militaire et colonisateur (° 1674).
- 15 septembre : Claude-Thomas Dupuy, intendant de la Nouvelle-France (° 10 décembre 1678).
- 22 novembre : Pierre-Michel Laure, missionnaire jésuite (° 17 septembre 1688).
- Marien Tailhandier, chirurgien et notaire (° 1665).
- Jean-Paul Le Gardeur, sieur de Saint-Pierre, explorateur et militaire (° 4 octobre 1661).